# رمضان كوبات
رمضان كوبات (بالتركية: Ramazan Kubat)‏ (مواليد 4 أكتوبر 1974 في أنتويرب)، هو مغني فلكلوري وكاتب غنائي وملحن تركي، يتميز بأسلوب خاص يتمثل بإدخال آلات الموسيقى الإلكترونية بأغانيه الفلكلورية. وكان قد بدأ مسيرته الفنية سنة 1980.

## نشأته ومسيرته
ولد كوبات في بلجيكا سنة 1974، وتعود أصول والده من تركيا، بينما أصول والدته نركية بلجيكية من منطقة أميرطاغ. بدأت موهبته الموسيقيه مع والده، حيثُ دربه على العزف على الالساز وهو في سن الخامسة، وغنى في المطاعم والحانات وهو في سن الثامنة. وكان قبل سن المراهقة أحد أعضاء جوقة أحد الكنائس التي تتكون من 300 عضو، وكان هو العضو المسلم الوحيد فيها. نشأ في عائلة تحب الفن، فكان عمه شاعر فلكلوري تركي. بدأت مسيرته الفنية في الثمانينات انطلاقاً من تركيا، وكان أول ألبوم له يحمل اسمه «كوبات» سنة 1996، ثم أنتج 9 ألبومات أخرى.

## الألبومات
- Kubat كوبات (1996)
- Buggün اليوم (1998)
- Bir Ayrılık, Bir Yoksulluk Bir Ölüm الفصل، الفقر، الموت (1999)
- Arşiv 1-2-3 الأرشيف (2001)
- Lokman لقمان (2003)
- Yare Doğru الحق (2005)
- Kubat 2008 كوبات (2008)
- İnce İnce رقيقة (2010)
- İyi Olcaksın ستكون جيداً (2013)
- Al Ömrümü الحياة (2016)
- Türküyüz تركيات (2018)

## وصلات خارجية
- رمضان كوبات على موقع ميوزك برينز (الإنجليزية)
- رمضان كوبات على موقع ديسكوغز (الإنجليزية)

- الموقع الرسمي